# Пречистенська волость
Пречистенська волость — історична адміністративно-територіальна одиниця Духовщинського повіту Смоленської губернії з центром у селі Старе (Пречисте).
Станом на 1885 рік складалася з 74 поселень, 27 сільських громад. Населення — 7274 особи (3585 чоловічої статі та 3691 — жіночої), 973 дворових господарства.
|                     | Площа, десятин | У тому числі орної, дес. |
| ------------------- | -------------- | ------------------------ |
| Сільських громад    | 25185          | 8787                     |
| Приватної власності | —              | —                        |
| Іншої власності     | 132            | 75                       |
| Загалом             | 25317          | 8862                     |

Найбільші поселення волості станом на 1885:
- Старе (Пречисте, Залісся) — колишнє державне село при річці Векша, 200 осіб, 25 дворів, православна церква, богодільня, школа, поштова станція, постоялий двір, 5 торжків.
- Мале Бересньово — колишнє державне село при річці Готовець, 180 осіб, 26 дворів, поштова станція.